# Hyalella anophthalma
Hyalella anophthalma is een vlokreeftensoort uit de familie van de Hyalellidae. De wetenschappelijke naam van de soort is voor het eerst geldig gepubliceerd in 1957 door Ruffo.